# Списак метро система
Напомена:

Овде нису набројани сви светски метро системи. За потпуну листу метро система у свету, препоручујемо Вам да погледате одговарајући чланак на енглеској Википедији.

### Листа десет метро система по броју превезених путника на годишњем нивоу
1. Московски метро 3,2 милијарде
2. Токијски метро 2,7 милијарде
3. Сеулски метро 1,6 милијарде
4. Метро Мексико Ситија 1,3 милијарде
5. Њујоршки метро 1,3 милијарде
6. Париски метро 1,2 милијарде
7. Лондонски метро 976 милиона (4,6 милијарди миља)
8. Метро у Осаки 957 милиона
9. Хонгконшки метро 798 милиона
10. Санктпетербуршки метро 784 милиона

### Листа десет метро система по броју станица
1. Њујоршки метро 468
2. Париски метро 369
3. Лондонски метро 275
4. Токијски метро 274
5. Сеулски метро 263
6. Берлински метро 254
7. Минхенски метро 229
8. Мадридски метро 190
9. Метро Мексико Ситија 175
10. Московски метро 165

### Листа десет метро система по дужини
1. Минхенски метро 527 km (У-воз 85 km, С-воз 442 km)
2. Берлински метро 473 km (У-воз 146 km, С-воз 327 km)
3. Милански метро 419,4 km (Метрополитана 81.2 km, "S" RailLink 338 km)
4. Лондонски метро 415
5. Њујоршки метро 368
6. Московски метро 305,7
7. Токијски метро 292,3
8. Сеулски метро 287
9. Мадридски метро 226,5
10. Париски метро 212,5

### Најстарији метрои
- 1863. Лондонски метро
- 1875. Истанбулски метро
- 1892. Чикашки метро
- 1896. Будимпештански метро; Глазговски метро
- 1897. Бостон
- 1900. Париски метро
- 1902. Берлински У-воз
- 1904. Њујоршки метро

## Остали метрои
- Варшавски метро
- Пјонгјаншки метро
- Бечки метро
- Београдски метро